# Бернабо Висконти
Бернабо́ (или Барнабо́) Висконти (итал. Bernabò Visconti; 1323, Милан — 18 декабря 1385, замок Треццо) — представитель дома Висконти, правитель Милана с 1354 по 1385 годы. Сын Стефано Висконти и Валентины Дориа.

## Биография
В июле 1340 года Бернабо вместе с братьями Маттео и Галеаццо участвовал в заговоре против своих дядей Лукино и Джованни, правивших Миланом. Заговор провалился, и Лукино изгнал братьев-заговорщиков из Милана. После смерти Лукино в 1349 году архиепископ Джованни Висконти, сделавшийся единоличным правителем Милана, разрешил своим племянникам вернуться и сделал их своими наследниками.
В 1350 году Бернабо женился на Беатриче Реджине делла Скалла, дочери Мастино II делла Скала, правителя Вероны. Этот брак позволил создать политический и культурный союз между двумя городами.
В 1354 году Джованни Висконти умер, и власть в Милане была разделена между тремя братьями. Бернабо получил восточные владения Висконти (Брешиа, Бергамо, Кремона и Крема), граничащие с Вероной. В 1355 году, после смерти Маттео (по слухам отравленного братьями) Галеаццо унаследовал западную часть Ломбардии, а Бернабо — восточную.
В 1356 году Бернабо стал конфликтовать с императором Карлом IV. Против Милана император отправил своего наместника Маркварда фон Родека, который был разбит и взят в плен. В 1360 году папа Иннокентий VI отлучил Бернабо от церкви, а Карл IV издал осуждающий его декрет.
В 1361 году армия Висконти потерпела серьёзное поражение при Сан-Руффилло от папской армии под командованием кондотьера Галеотто I Малатеста. Однако это поражение не помешало Бернабо в следующем году начать войну с родом Гонзага, правившим Мантуей.
В 1362 году при посредничестве французского короля Иоанна II Доброго Бернабо заключил мир с новым папой Урбаном V, но уже через год миланский правитель опять был отлучён от церкви за то, что отказался отдать папскую Болонью и явиться к папе в Авиньон. В 1364 году Бернабо вновь помирился с папой, удалившись со спорных территорий и выплатив крупную компенсацию.
Агрессивные попытки расширить свою территорию Бернабо продолжил в конце 1360-х — начале 1370-х. Он несколько раз воевал с родом Гонзага и заполучил у них в 1371 году город Реджо-нель-Эмилия.
После этого он вёл войну против дома Эсте, правившего Моденой и Феррарой, которая привела его к очередному конфликту с папским престолом. В 1372 году папа Григорий XI отлучил от церкви обоих братьев Висконти (Галеаццо в это время также пытался расширить территорию в споре с графом Савойским, союзником папы).
С 1375 по 1378 годы Милан воевал против папского государства в коалиции с Флоренцией и Сиеной в войне восьми святых.
В 1378 году Бернабо выступил на стороне Венецианской республики против генуэзцев в войне Кьоджи. Однако его войска в сентябре 1379 года были разбиты при Валь-Бизаньо.
В 1385 году Бернабо был свергнут племянником Джаном Галеаццо и заточён в замок Треццо, где его, как предполагается, отравили в декабре того же года.
Бернабо имел репутацию жестокого и непредсказуемого тирана. Он обожал охоту на кабанов с собаками, которых у него было до 5000. Указ 1365 года предписывал каждому жителю Пармы (она также была владением Бернабо), имевшему не менее 500 лир, содержать за свой счет одну из собак Бернабо. Тот, кто откажется, должен был платить 10 золотых флоринов каждый месяц. Такая же обязанность распространялась и на тех, кто жил в сельской местности. Каждые две недели чиновники Бернабо обходили все дома, где содержались собаки Бернабо, чтобы проверить их состояние. Если собака была истощенной, то налагался штраф. Если собака умирала, то у семьи конфисковали все имущество. Население считало обязанность содержать собак одной из самых ненавистных повинностей, введенных Бернардо.

## Дети

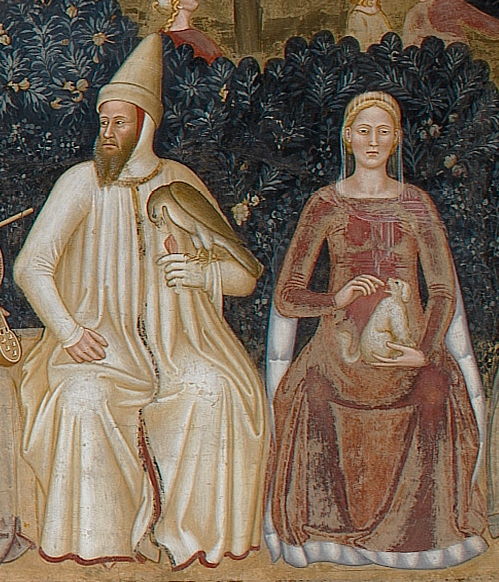
Бернабо и Беатриче

У Бернабо Висконти и Беатриче Реджины делла Скалла было шестнадцать детей:
1. Таддея (ок. 1351 — 28 сентября 1381) — первая жена герцога Баварии Стефана III, мать французской королевы Изабеллы Баварской.
2. Виридис (1352 — до 11 марта 1414) — жена герцога Австрии Леопольда III.
3. Марко (ноябрь 1353 — январь 1382) — был женат на Елизавете Баварской.
4. Лодовико (сентябрь 1358 — 7 марта 1404) — сеньор Пармы, был женат на своей кузине Виоланте Висконти, дочери Галеаццо II.
5. Родольфо (1358 — январь 1389) — сеньор Пармы с 1364 по 1385 годы.
6. Карло (сентябрь 1359 — август 1403) — сеньор Пармы в 1364 году, был женат на Беатриссе д’Арманьяк, дочери графа Жана II д’Арманьяка.
7. Антония (1360 — 26 марта 1405) — жена графа Вюртемберга Эберхарда III.
8. Катерина Висконти (ок. 1361 — 17 октября 1404) — вторая жена своего кузена Джан Галеаццо Висконти, первого герцога Милана, мать герцогов Джан Мария Висконти и Филиппо Мария Висконти.
9. Аньезе (ок. 1362—1391) — жена сеньора Мантуи Франческо I Гонзага, была казнена за супружескую измену.
10. Маддалена (12 августа 1367 — 17 июля 1404) — жена герцога Баварии Фридриха, мать герцога Генриха XVI.
11. Валентина (1360 — сентябрь 1393) — жена короля Кипра Петра II.
12. Анджелоза (умерла после 1397).
13. Лючия (1372 — 14 апреля 1424) — жена Эдмунда Холланда, 4-го графа Кента.
14. Элизабетта (1374 — 2 февраля 1432) — жена герцога Баварии Эрнста, мать герцога Альбрехта III.
15. Элоиза (умерла 12 октября 1439) — жена короля Кипра Януса.
16. Джанмастино (март 1377 — 19 июня 1405) — сеньор Бергамо, был женат на Клеофе делла Скала.

Имел нескольких внебрачных детей, из которых наиболее известны:
- Доннина, от куртизанки Монтанины де Лаццари, вышедшая в 1377 году замуж за известного английского кондотьера на итальянской службе Джона Хоквуда (Джованни Акуто).
- Амброджио[итал.], от Бельтрамолы де Грасси, известный кондотьер, воевавший вместе с упомянутым Хоквудом с Перуджей (1365—1366)
- Эсторре (ок. 1356—1413), от Бельтрамолы де Грасси, синьор Милана в мае—июне 1412